# Colpotrochia osuzensis
Colpotrochia osuzensis är en stekelart som beskrevs av Kusigemati 1971. Colpotrochia osuzensis ingår i släktet Colpotrochia och familjen brokparasitsteklar. Inga underarter finns listade i Catalogue of Life.